# ジュリアン・スミス
ジュリアン・コンステーブル・スミス（Julian Constable Smith、1885年9月11日-1975年11月5日）は、アメリカ海兵隊の軍人。最終階級は中将。太平洋戦争において第2海兵師団長としてタラワの戦いを指揮したことで知られている。

## 生涯

### 出生
1885年9月11日、メリーランド州のエルクトンで生まれ、デラウェア大学を卒業した。

### 軍歴
1909年1月、アメリカ海兵隊に入隊した。1928年にはアメリカ陸軍指揮幕僚大学を卒業している。
1943年5月に第2海兵師団長に就任し、1943年11月10日から始まったタラワの戦いの指揮を執った。
1946年2月から退役までパリスアイランドにある新兵訓練所の所長を務めた。

### 除隊後
1975年11月5日、死去し、アーリントン国立公園墓地に葬られた。